# Okapi
Das Okapi (Okapia johnstoni), auch Waldgiraffe oder Kurzhalsgiraffe genannt, ist ein Paarhufer aus der Familie der Giraffenartigen. Näher mit den Giraffen (Giraffa) als mit anderen Paarhufern verwandt, ähnelt es in seinen Körperproportionen eher typischen Huftieren als den Giraffen. Gekennzeichnet ist es durch seine kontrastreiche Färbung aus rotbraun, schwarz und weiß sowie den vergleichsweise langen Hals. Das Okapi bewohnt den Regenwald in Zentralafrika und wird von der IUCN als stark gefährdet (endangered) eingestuft. Als sehr scheuer Bewohner des Regenwaldes ist es bisher nur wenig erforscht. Es wurde als Großsäugetier erst im Jahre 1901 beschrieben.

## Merkmale

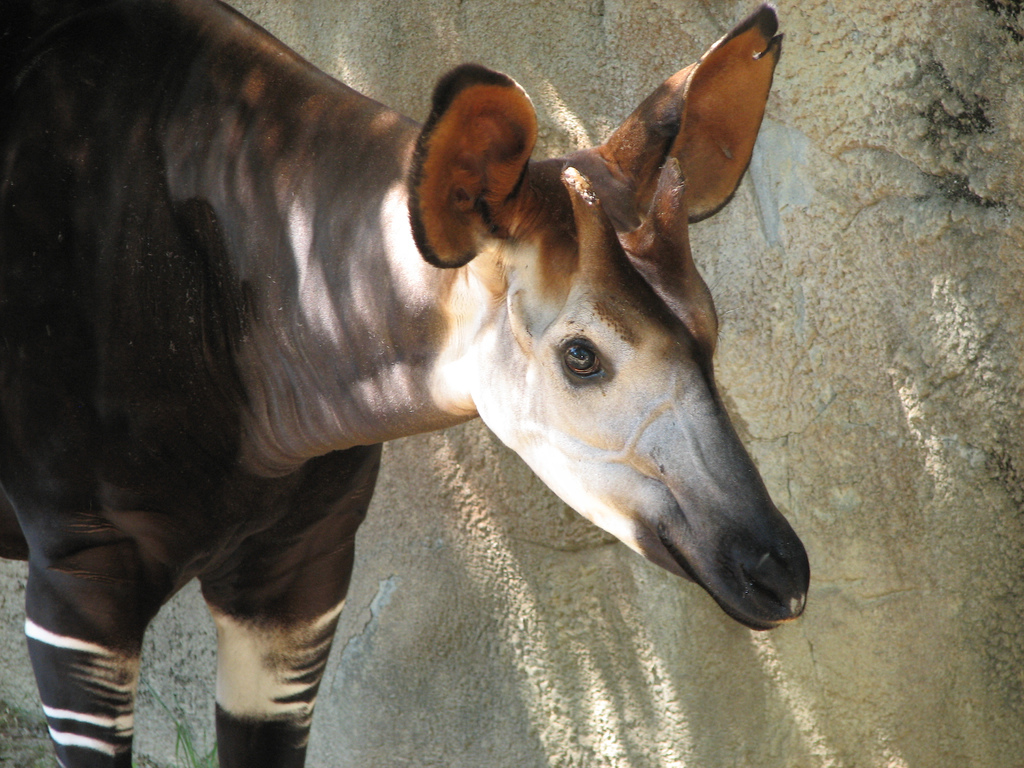
Die beiden Hörner sind mit Haut überzogen

Okapis erreichen im Schnitt eine Kopf-Rumpf-Länge von 2,5 m, eine Schulterhöhe von 1,5 m und ein Gewicht von 200 bis 300 kg (durchschnittlich 250 kg). Weibchen sind geringfügig größer als Männchen. Die Männchen haben auf der Stirn zwei bis zu 15 cm lange, behaarte und stumpfe Hörner (Ossiconen). Bei den Weibchen sind diese Hörner nur ansatzweise ausgebildet oder fehlen ganz. Anatomisch ähneln Okapis dem Grundbauplan der Giraffidae, sie teilen also zum Beispiel den vergleichsweise langen Hals und die lange Zunge mit der Giraffe.
Die äußere Erscheinung des Okapis ist unverwechselbar. Die Grundfarbe ist rötlich-braun bis fast schwarz. Im Kontrast dazu stehen weiße Wangen, eine weiße Kehle, die weißen unteren Teile der Beine sowie die weiß-schwarz gestreiften oberen Hälften der Beine. Die dunkle (blaue), bis zu 25 cm ausstreckbare Zunge kann neben der Nahrungsaufnahme auch benutzt werden, um Augen, Nasenlöcher oder den Rest des Körpers zu reinigen.

## Verbreitung und Lebensraum

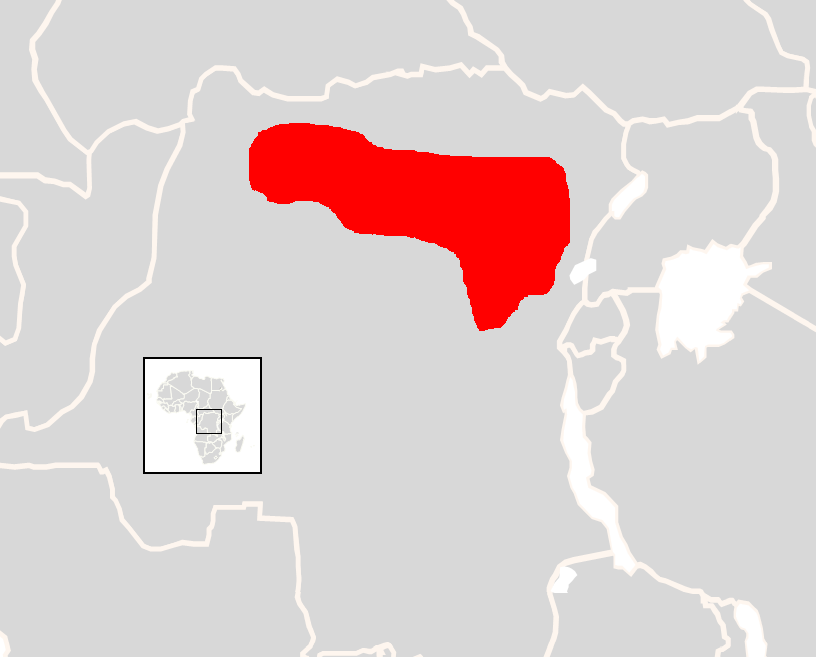
Das Verbreitungsgebiet (rot) des Okapis liegt im Norden der Demokratischen Republik Kongo

Das Vorkommen der Okapis beschränkt sich auf äquatoriale Regenwälder im Norden, Zentrum und Osten der Demokratischen Republik Kongo. Hauptsächliches Verbreitungsgebiet ist der Ituri-Regenwald mit dem in ihm gelegenen Okapi-Wildtierreservat. 2006 wurden erstmals seit 1959 wieder Okapispuren im Nationalpark Virunga gesehen, 2008 gelangen erste Kameraaufnahmen von dort lebenden Okapis.
Okapis kommen generell nicht unter 500 m über dem Meeresspiegel vor und fehlen daher in den Sumpfwäldern im Westen des Landes. Im Osten wird das Verbreitungsgebiet durch montanen Wald, im Norden durch Savanne und im Süden durch offene Wälder begrenzt. Okapis sind am häufigsten zwischen 500 und 1000 m Höhe anzutreffen, in Ausnahmefällen aber auch bis in 1450 m Höhe. Okapis kommen in Dichten von 0,1–1,2 (Schnitt 0,45) Exemplaren pro km² vor.

## Lebensweise

### Allgemeines
Das Okapi ist vorrangig tagaktiv, gelegentlich wird es auch in der Nacht beobachtet. Die Tiere sind Einzelgänger und wurden nur selten als Paare oder in kleinen Gruppen gesehen. Männchen bewegen sich in einem Aktionsraum von etwa 10 km² und legen täglich etwa 4 km zurück; Weibchen und jüngere Tiere sind weniger aktiv und besetzen kleinere Aktionsräume. Die Männchen markieren ihre Reviere offenbar mit Urin, genauere Erkenntnisse zum Sozialverhalten liegen jedoch nicht vor.

### Ernährung

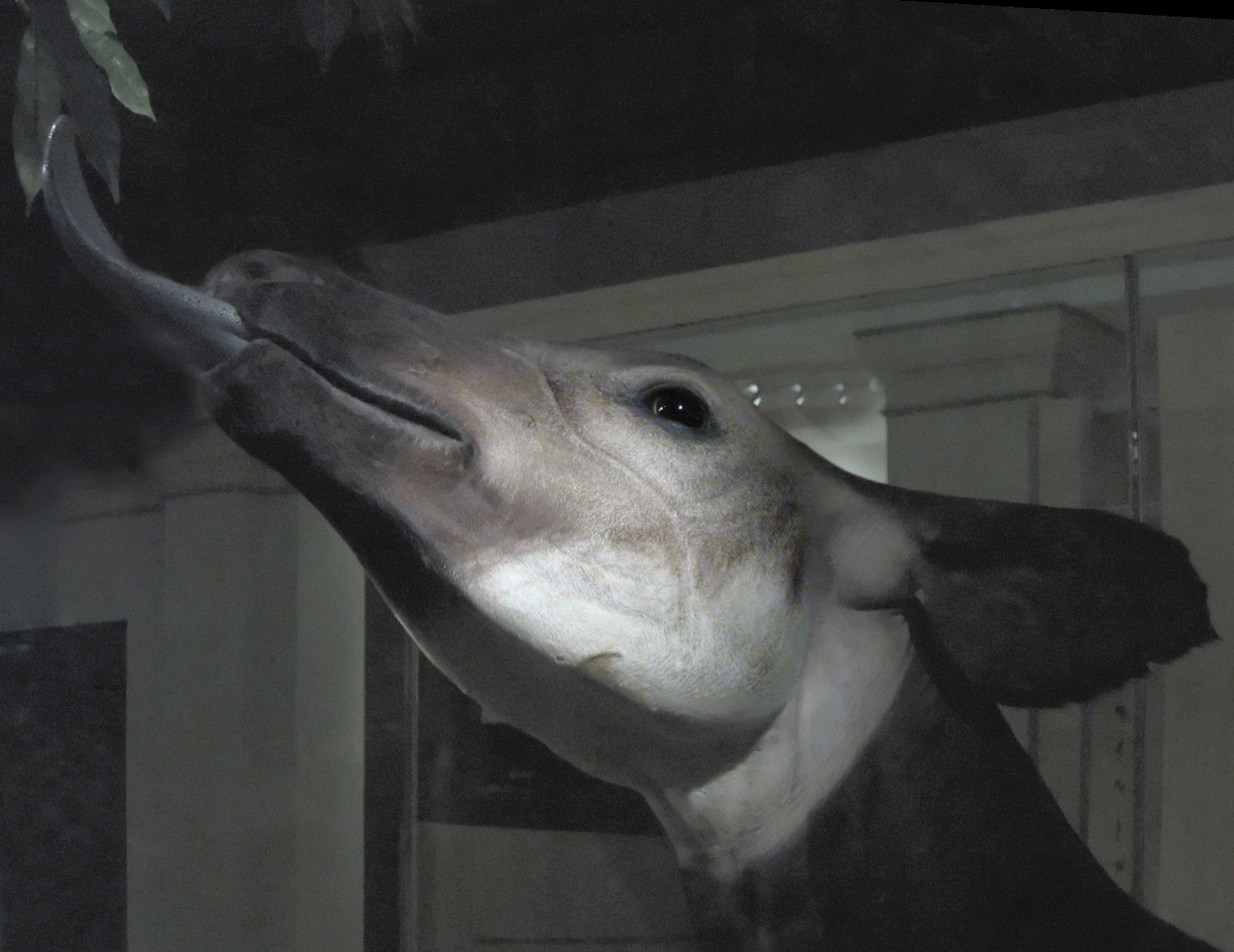
Dermoplastik eines mit seiner Zunge nach Nahrung greifenden Okapis

Okapis suchen auf eingelaufenen, regelmäßig genutzten Pfaden nach Nahrung. Sie ernähren sich hauptsächlich von Blättern, Knospen und jungen Trieben,  die sie mit ihrer langen, greiffähigen Zunge von den Ästen abreißen. Gemieden werden Monokotyledonen, die meisten häufigen Pflanzen des Unterholzes sowie junge Pflanzen von Bäumen, die ausgewachsen das Regenwalddach bilden.

### Fortpflanzung und Entwicklung
Die Fortpflanzung des Okapi ist an keine bestimmte Jahreszeit gebunden. Der Östrus des Weibchens dauert üblicherweise etwa 15 Tage. Die Männchen finden die Weibchen offenbar über olfaktorische Reize. Das Weibchen bringt nach 414–493 Tagen Tragzeit ein einzelnes Jungtier zur Welt; es hat bei der Geburt eine Schulterhöhe von 72–83 cm und wiegt 14–30 kg. Die Jungtiere stehen etwa eine halbe Stunde nach der Geburt auf. Nachdem sie 1–2 Tage der Mutter folgen, suchen sie sich ein Versteck und bleiben dort während der nächsten beiden Monate. Sie sind derweilen wenig aktiv, bleiben in der Nähe des Verstecks und werden von der Mutter gesäugt und mit Fußtritten verteidigt. Nach etwa drei Wochen können sie feste Nahrung aufnehmen. Sie werden nach meist sechs Monaten entwöhnt und sind mit drei Jahren ausgewachsen. Die Geschlechtsreife trat bei Weibchen in Gefangenschaft ab 1,5 Jahren ein.

## Natürliche Feinde und Lebenserwartung
Der bedeutendste natürliche Feind des Okapis ist der Leopard (Panthera pardus). In Gefangenschaft werden Okapis üblicherweise 15 bis 20 Jahre alt, aus der Natur liegen zur Lebenserwartung keine Erkenntnisse vor. Der Altersrekord in zoologischer Haltung beläuft sich auf 33 Jahre.

## Systematik
Zusammen mit der Giraffe ist das Okapi einer der zwei heute noch lebenden Vertreter der Giraffenartigen (Giraffidae). Es werden bisher keine Unterarten unterschieden.

## Bestand, Gefährdung und Erhaltungszucht

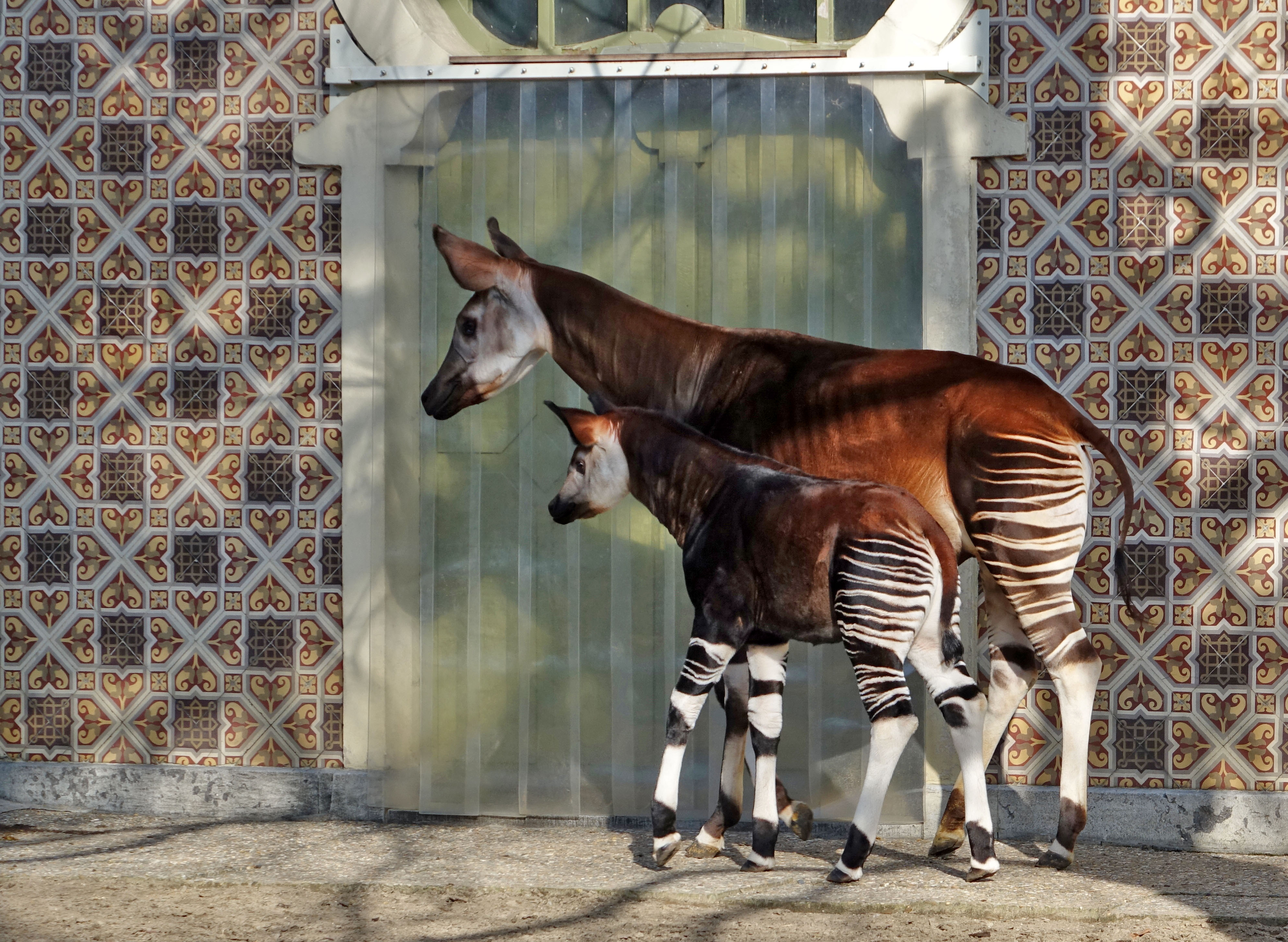
Okapi-Kuh mit Jungtier

Der Bestand frei lebender Okapis wird auf 10.000 bis 50.000 Exemplare geschätzt. Verlässliche Bestandszahlen liegen nicht vor, die tatsächliche Zahl könnte somit weit niedriger liegen. Derzeit sind die untersuchten Populationen im Sinken begriffen. Die wichtigsten Vorkommen des Okapis konzentrieren sich größtenteils auf Schutzgebiete, wie das Okapi-Wildtierreservat und den Maiko-Nationalpark. Dazu leben einige Tiere im Norden des Virunga-Nationalparks. Die IUCN führt das Okapi inzwischen als stark gefährdet (endangered), da es nur in einem recht kleinen Gebiet vorkommt, durch Lebensraumzerstörung bedroht ist und durch illegale Nachstellungen starke Bestandseinbußen erlitten hat. Das Okapi wird von der lokalen Bevölkerung vor allem wegen seines Fleisches und seiner Haut bejagt.
Für das Okapi besteht seit seiner Gründung 1985 ein Europäisches Erhaltungszuchtprogramm (EEP) im Rahmen des Europäischen Zooverbands. Weltweit lebten im November 2010 119 Exemplare in wissenschaftlich geleiteten zoologischen Gärten, 57 davon in Europa. EEP-Koordinator ist Sander Hofman im Zoo Antwerpen.
Im Juli 2012 wurde die Okapi-Station Epulu im Ituri-Regenwald von Rebellen angegriffen und zerstört. Sechs Menschen, die meisten Ranger, und 13 der 14 dort gehaltenen Okapis wurden getötet und die Station durch Feuer vernichtet. Der EEP-Koordinator Hofmann aus Antwerpen hat alle Okapis haltenden Zoos um zusätzliche Unterstützung gebeten, um die Station wieder aufbauen zu können.

## Entdeckungsgeschichte

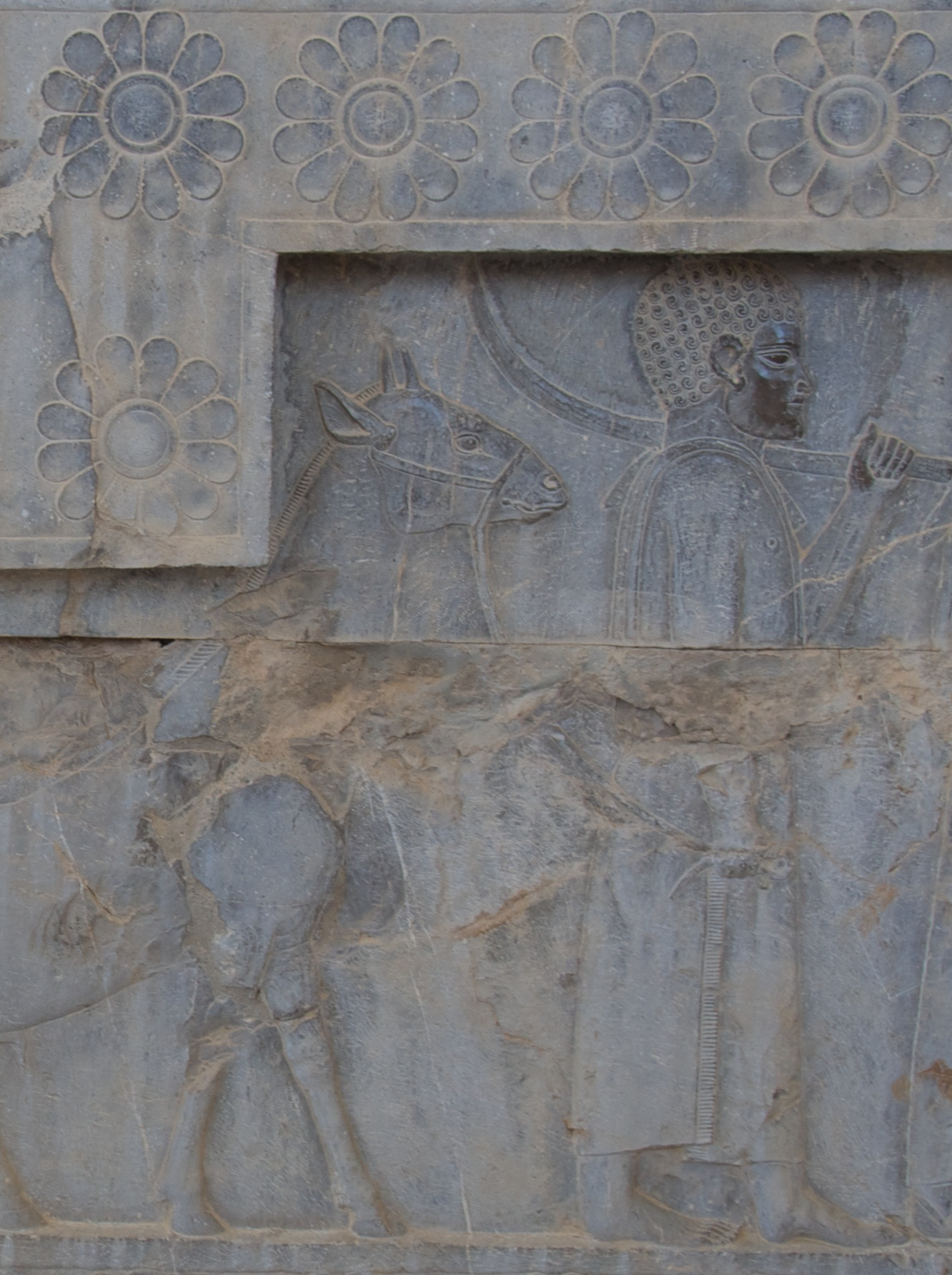
Abbild eines Okapis auf einem Fries in Persepolis (um 500 v. Chr.)

Die Alte Welt und Zentralafrika könnten bereits in der Zeit des persischen Königs Xerxes I. in Kontakt mit der Tierart gekommen sein. Ein Bildfeld eines Frieses in Persepolis zeigt drei Afrikaner; der dritte führt ein Tier mit sich, das allem Anschein nach ein Okapi ist.

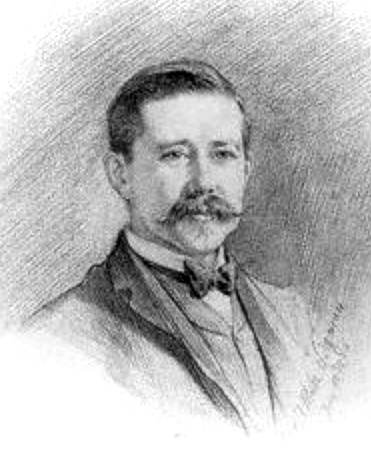
Henry Hamilton Johnston

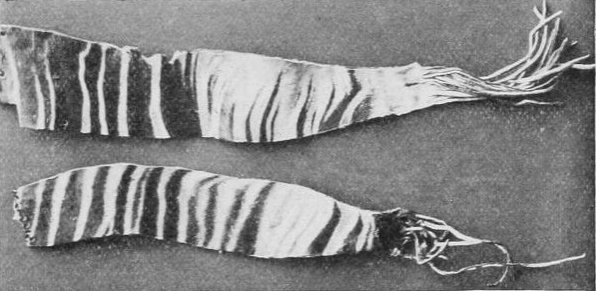
Die beiden Beinfellstreifen, die Johnston an Sclater sandte

Tausende Jahre lang nutzten die vom Landbau lebenden Bantu und die Mbuti das Okapi als zusätzliches Nahrungsmittel. Für die westliche Welt wurde das Okapi im Übergang vom 19. zum 20. Jahrhundert von Henry Hamilton Johnston (1858–1927) entdeckt, dem Forschungsreisenden, Diplomaten und Verfechter britischer Kolonialinteressen in Afrika, worauf auch der Namensbestandteil „johnstoni“ hinweist. Johnston hatte aus den 1890 publizierten Reiseberichten In darkest Africa des Afrikaforschers Henry Morton Stanley von einem Tier erfahren, das die einheimischen Wambutti, ein Pygmäen-Stamm, atti nannten. Dieses sollte einem Esel ähneln und in den Wäldern des Kongobeckens leben, wo es sich von Blättern ernährte. Er selbst hielt das Tier für ein Zebra, wunderte sich aber über die ungewöhnliche Lebensweise. Nach seiner Versetzung nach Entebbe im heutigen Uganda traf Johnston eine Gruppe gefangener Pygmäen, die ihm die Existenz des Tieres bestätigten. Sie bezeichneten es als o’,api („Okapi“) und beschrieben es als dunkel am Körper mit gestreiften Beinen. Daraufhin bewirkte Johnston die Freilassung der Einheimischen und reiste mit ihnen, sobald es seine Zeit erlaubte, in den Kongo-Freistaat, damals belgische Kolonie. In Mbeni am Semliki befragte er die belgischen Kolonialbehörden nach dem Okapi, die dieses auch kannten. Allerdings hatten sie noch nie eins lebend gesehen, besaßen dafür aber die Reste von zwei, teilweise zu Bandelieren verarbeiteten Beinfellstreifen. Sie händigten die Hautreste Johnston aus, der sie umgehend nach London sandte. Dort gelangten sie zu Händen von Philip Lutley Sclater zur wissenschaftlichen Begutachtung. Sclater veröffentlichte im Jahr 1901 die wissenschaftliche Erstbeschreibung des Okapis, wobei er im Vertrauen auf Johnstons Angaben den Namen Equus johnstoni verwendete und somit das Okapi zu den Pferden verwies. Unterdessen reiste Johnston mit den befreiten Pygmäen in den Semliki-Wald weiter, um ein lebendes Okapi zu sichten, blieb dabei aber erfolglos. Die belgischen Kolonialbehörden boten Johnston an, ihm so schnell wie möglich ein vollständiges Fell zuzuschicken. Dies ermöglichte letztendlich ein schwedischer Offizier im belgischen Dienst, der neben einem vollständigen Fell auch zwei Schädel übergab. Anhand dieser erkannte Johnston dann, dass es sich nicht um ein Zebra, sondern um einen Verwandten der Giraffen handelt. Er vermutete aufgrund der kleinen Hörner eine nähere Beziehung zum ausgestorbenen Helladotherium. Nach London verschickt untersuchte dort später Edwin Ray Lankester die Reste. Er veröffentlichte noch 1901 seine neuen Erkenntnisse und verwies das Okapi in die von ihm neu etablierte Gattung Okapia. Im Jahr darauf legte Lankester eine umfangreiche Beschreibung des Okapis vor.

## Sonstiges
Das Okapi ist das Symbol der Deutschen Gesellschaft für Säugetierkunde.